# Wilhelminakapel
De Wilhelminakapel is een kerkgebouw in de Nederlandse plaats Maarssen.
De kerk aan de Wilhelminaweg 7 is in 1901 geopend voor de kerkgangers van de Nederlandse Protestanten Bond. Het betreft een rechthoekige zaalkerk. De gevels zijn in baksteen uitgevoerd waarbij de voorgevel een trapgevel kreeg. In 1956 is de kerk verbouwd.